# 李得胜 (民国将领)
李得胜（?—?）籍贯不详，中华民国初年军事将领。

## 生平
李得胜早年任拱卫军左路步兵四营统领。1916年，袁世凯去世后，拱卫军改编为陆军第十三师，李进才任师长，李得胜任陆军第十三师步兵第二十五旅第四十九团团长。1917年张勋复辟时期，李得胜被任命为陸軍步隊第二十五旅旅長，接替刘金标。